# Zastava Mestne občine Ljubljana
Zastava Mestne občine Ljubljana je pravokotne oblike v razmerju 1:2,5. Zastavna ruta je horizontalno razdeljena na dve barvni polji v razmerju 1:1. Zgornje polje je v beli in spodnje pa v zeleni barvi. Na sredini zastavne rute je grb občine. Višina ščita grba je enaka polovični višini zastavne rute, ščit pa spaja obe barvni polji, vsakega do njegove horizontalne polovice.